# Palais de justice de Marseille
Le palais de justice de Marseille est situé place Montyon, dans le 6e arrondissement, dans le quartier du palais de justice.

## Historique
Le premier palais de justice construit entre 1743 et 1747 se trouvait dans la vieille ville, place Daviel, en face du calvaire de l’église des Accoules. Dans ce bâtiment dénommé hôtel Daviel se trouvent actuellement les locaux annexes de la mairie. Au début du XIXe siècle les locaux de l’hôtel Daviel s’avérèrent insuffisants et le préfet de l’époque de La Coste proposa dès 1839 au conseil général un projet de reconstruction sur l’emplacement même de l’ancien palais.
Après bien des hésitations, la décision de transférer le palais de justice à la place Montyon est prise. Le conseil général approuve les plans dans sa séance du 15 décembre 1856 les terrains étant fournis par la ville de Marseille. L’architecte est M. Auguste Martin. L’inauguration a lieu le 4 novembre 1862 et l’évêque de Marseille, Mgr Patrice Cruice, célèbre une messe dans l’une des salles d’audience. M. Mourier, procureur impérial, prononça le discours d’ouverture de la séance inaugurale, suivi par Edouard Luce, président du tribunal civil.
À la suite de travaux de rénovation lancés en début d'année 2013, il fut fermé au public et ses juridictions déplacées à la caserne du Muy, avant de rouvrir en 2015.

## Extérieur
Ce bâtiment classique de 57 mètres de longueur et de 54 mètres de largeur correspond à l’ensemble des palais de justice construits sous le Second Empire. La façade principale donne sur la place Montyon qui doit son nom au sieur Jean-Baptiste de Montyon, intendant de Provence au XVIIIe siècle. Au centre de cette façade se trouve une porte monumentale composée d’un perron de 25 marches, un péristyle d’ordre ionique de six colonnes surmonté d’un fronton triangulaire sur lequel est représentée la Justice avec à sa droite la Force et dans l’angle le Crime accroupi représenté par une tête d’homme et à sa gauche la Prudence et l’Innocence. Cet ensemble a été sculpté par Guillaume. Ce même sculpteur a effectué les deux bas-reliefs placés sous le porche représentant la justice répressive et la justice protectrice.
La façade postérieure, rue Grignan, est peu décorée avec seulement un fronton où sont sculptés les armes napoléoniennes et deux lions accotant la table commémorative, le tout sculpté par Émile Aldebert. Deux statues de Joseph Marius Ramus occupent les angles rentrants du péristyle et représentent La Force et la Prudence. Les frontons des façades latérales sont dus à Pierre Travaux ; ils représentent à l’Est côté rue Breteuil, la Fermeté et la Modération, et à l’Ouest côté rue Émile Pollak, la Vigilance et la Sagesse.

## Intérieur
La salle des pas perdus de forme carrée a 16 mètres de côté ; elle est ornée de 16 colonnes en marbre rouge du Languedoc supportant une galerie à hauteur du premier étage. La voussure est composée de 4 côtés inégaux divisés en 5 caissons, un grand au centre et 4 petits. Les grands caissons représentent chacun un législateur, tandis que dans les petits caissons sont figurés les juristes qui ont travaillé à l’époque du législateur. On trouve donc les portraits suivants :
- Solon avec Thalès, Anacharsis, Brias et Épiménide ;
- Justinien avec Tribonien, Thallèle, Théophile et Dorothée ;
- Charlemagne avec Alcuin, Anségise, Angilbert et Éginhard ;
- Napoléon Ier avec Cambacérès, Tronchet, Portalis et  Bigot de Préameneu, rédacteurs du Code Civil (avec Jacques de Maleville).

Sur les voussures sont également figurées les qualités requises pour les magistrats : la force, l’équité, la raison, le droit, la liberté, l’autorité, la vérité et l’éloquence. Toutes les décorations des voussures sont de François Gilbert.
Les chambres civiles et correctionnelles sont décorées par des sculpteurs provençaux qui réalisent six bas-reliefs en plâtre mesurant environ 2,5 m par 5 m. La première chambre est confiée à  François Truphème qui exécute deux bas-reliefs : Bonaparte discutant le Code au Conseil d’État et Le Corps législatif présentant le Code à Napoléon Ier. Le décor de la deuxième chambre revient à Louis-Félix Chabaud qui représente Le Serment des magistrats entre les mains de Louis Bonaparte et La Provence présentant ses jurisconsultes à la France. Enfin la salle d'audience de la Police correctionnelle revient à Hippolyte Ferrat qui illustre La Condamnation et L'Acquittement.

## Galerie

Voussures de la salle des pas perdus sculptées par François Gilbert
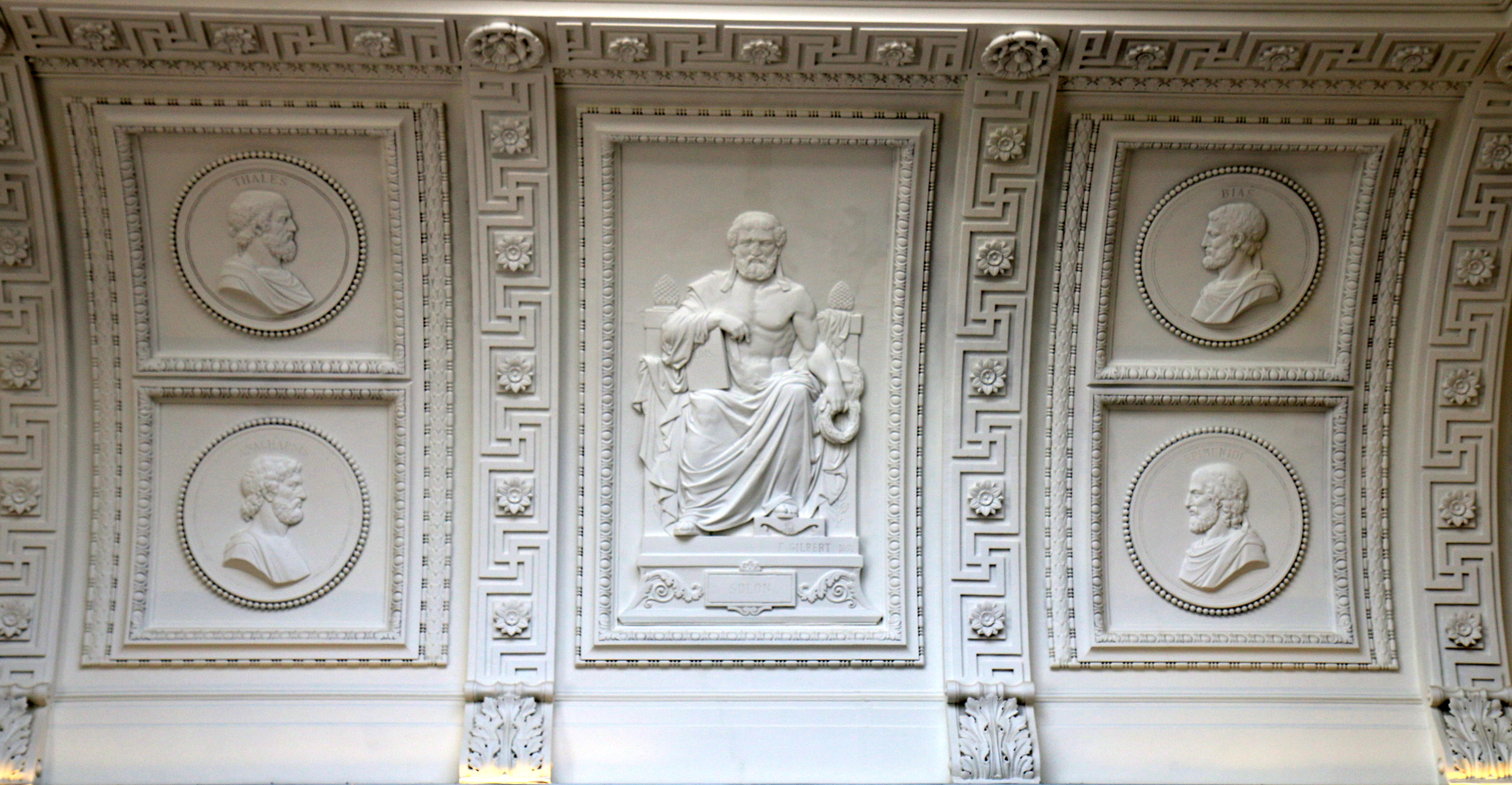
Solon.
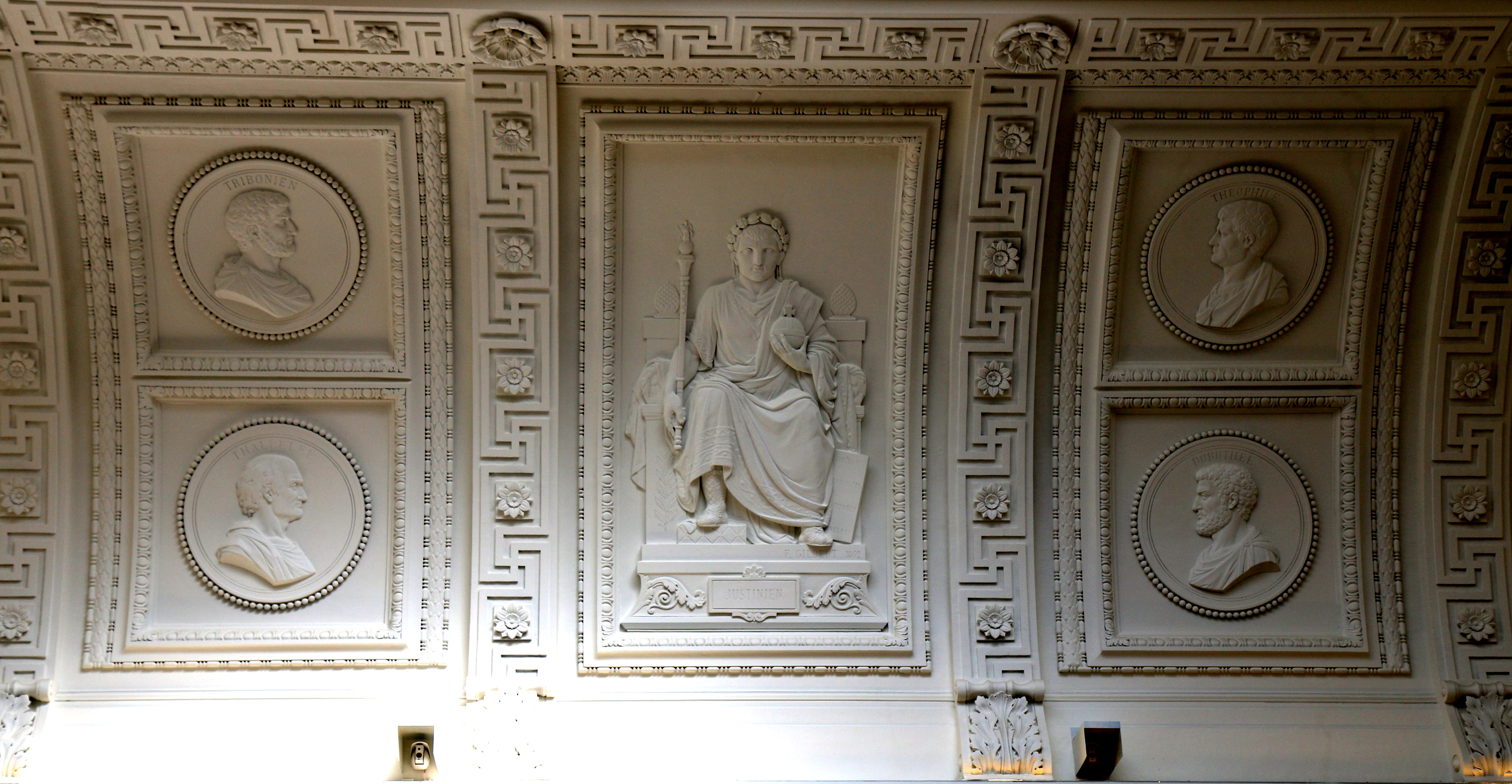
Justinien
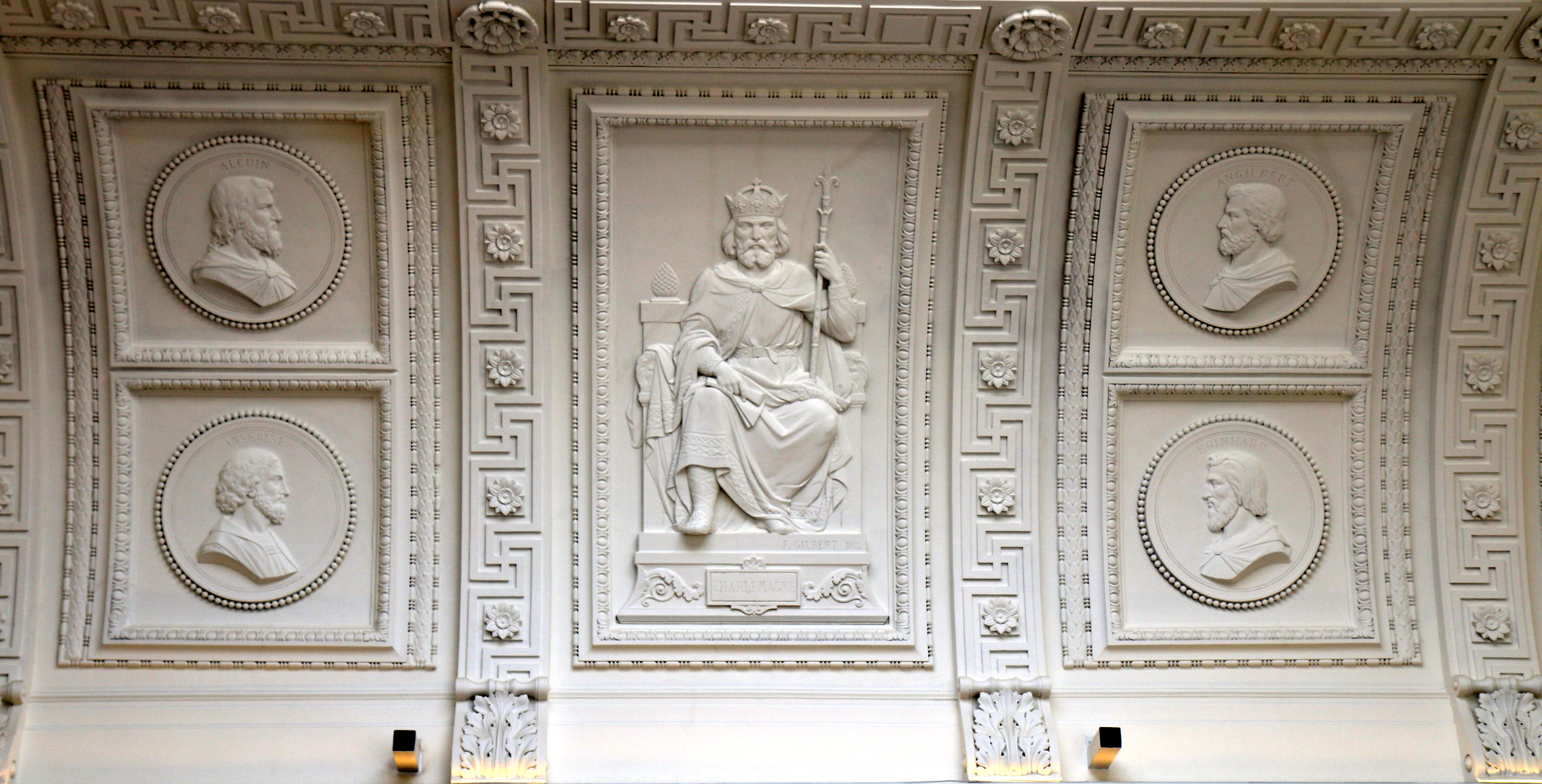
Charlemagne
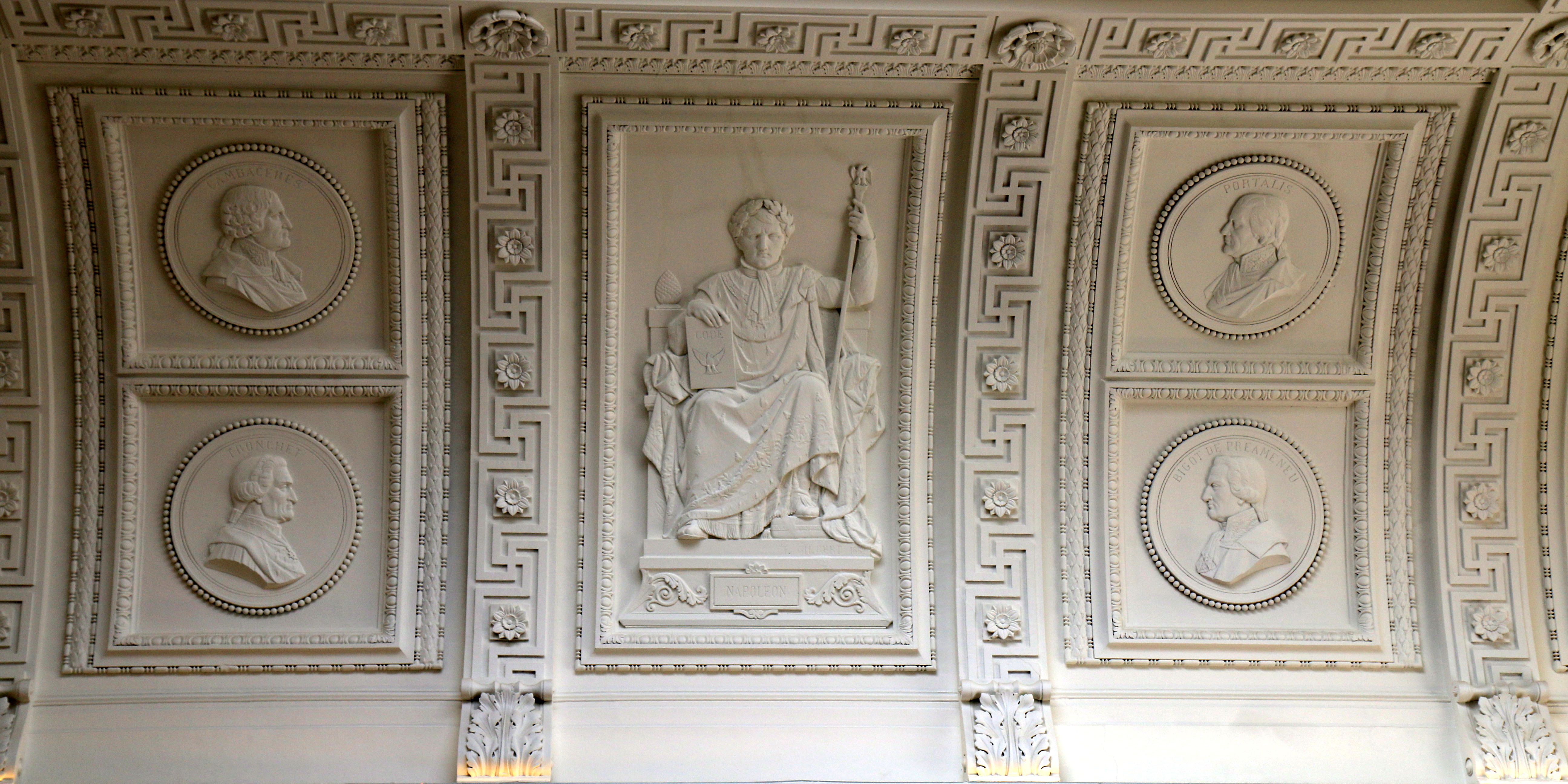
Napoléon

## Dans la fiction
Une scène du film L'Armée des ombres (1969) est tournée devant le palais de Justice (29 min 25 s).
Le palais de justice est régulièrement le théâtre de l'action de la série française La Stagiaire.